# Bilder zum Feiertag
Bilder zum Feiertag ist eine multikulturelle Sendung in Form von Kurzreportagen des Schweizer Radio und Fernsehen auf SRF 1. Sie wird regelmässig nach der Hauptausgabe der Informationssendung 10vor10 um ca. 22.20 Uhr ausgestrahlt. Der Name der Sendung bezieht sich auf die verschiedenen religiösen und kulturellen Feiertage der Schweiz, die im wöchentlichen christlichen «Wort zum Sonntag» nicht berücksichtigt werden. Dazu gehören der Islam, der Buddhismus, das Judentum, der Hinduismus, die Ostkirchen u. a.
Das Konzept der Sendung sieht vor, dass ausgehend von der Erfahrungswelt der SRF-Reporter, die subjektive, persönliche Sichtweise im Vordergrund steht. Durch diese Form des New Journalism sollen die Zuschauer die fremden Gebräuche und Traditionen der jeweiligen Religion gemeinsam mit dem Moderationsteam miterleben.
Die Bilder zum Feiertag existieren als Kurzreportage seit den 1990er-Jahren. Ging es früher darum, auf sachlicher Ebene unbekannte Rituale und Bräuche zu erklären, stehen seit 2009 überraschende Begegnungen und eindrückliche Erlebnisse zwischen den Reportern und den religiösen Protagonisten im Mittelpunkt. Auf diese Art und Weise sollen vor allem nichtchristliche Religionen und Kulturen einer breiten Öffentlichkeit stärker vorgestellt werden.
Bilder zum Feiertag ist eine Eigenproduktion von Schweizer Radio und Fernsehen und berichtet gesamtschweizerisch vor Ort über die diversen Feierlichkeiten sowie deren religiösen Rituale und zeremoniellen Praktiken der Glaubensgemeinschaften.
Moderiert wird die Sendung von Raschida Bouhouch und Tenzin Samden Khangsar.